# Веле Поле (Сърбия)
Веле Поле (на сръбски: Веље Поље) е село в Сърбия, разположено в община Тутин, Рашки окръг. Намира се на 937 метра надморска височина. Населението му според преброяването през 2011 г. е 594 души. При преброяването на населението през 2002 г. има 251 жители, от тях 245 (97,60 %) бошняци, 5 (1,99 %) сърби и 1 (0,39 %) мюсюлманин.

## Население
Численост на населението според преброяванията през годините:
- 1948 – 225 души
- 1953 – 247 души
- 1961 – 189 души
- 1971 – 134 души
- 1981 – 164 души
- 1991 – 216 души
- 2002 – 251 души
- 2011 – 594 души